# Baron de Tabley
Baron de Tabley, of Tabley House in the County Palatine of Chester, ist ein erblicher britischer Adelstitel in der Peerage of the United Kingdom.
Familiensitz der Barone war das namensgebende Anwesen Tabley House bei Knutsford in Cheshire.
Der Titel wurde am 10. Juli 1826 für den Politiker und Offizier Sir John Leicester, 5. Baronet geschaffen. Er hatte bereits 1770 von seinem Vater den fortan nachgeordneten Titel Baronet, of Nether Tabley in the County Palatine of Chester, geerbt, der am 17. Mai 1671 in der Baronetage of England für seinen Vorfahren, den irischen Politiker Gregory Byrne (um 1640–1712) geschaffen worden war.
Sein einziger Sohn, der 2. Baron, nahm 1832 den Familiennamen Warren an. Beim Tod von dessen Sohn, dem 3. Baron, am 22. November 1895, erlosch der Baronstitel, während der Baronettitel an seinen entfernten Verwandten Peter Leicester (1863–1945) als 8. Baronet fiel.

## Liste der Barons de Tabley (1826)
- John Leicester, 1. Baron de Tabley (1762–1827)
- George Warren, 2. Baron de Tabley (1811–1887)
- John Warren, 3. Baron de Tabley (1835–1895)